# Blersum
Blersum is een dorp in het Landkreis Wittmund in de Duitse deelstaat Nedersaksen. Het dorp maakt bestuurlijk deel uit van de stad Wittmund.
Blersum ligt 4 km ten noordwesten van Wittmund-stad op de noordelijke rand van geestgordel die door Oost-Friesland loopt. Het ligt in het zuidelijke deel van het Harlingerland.

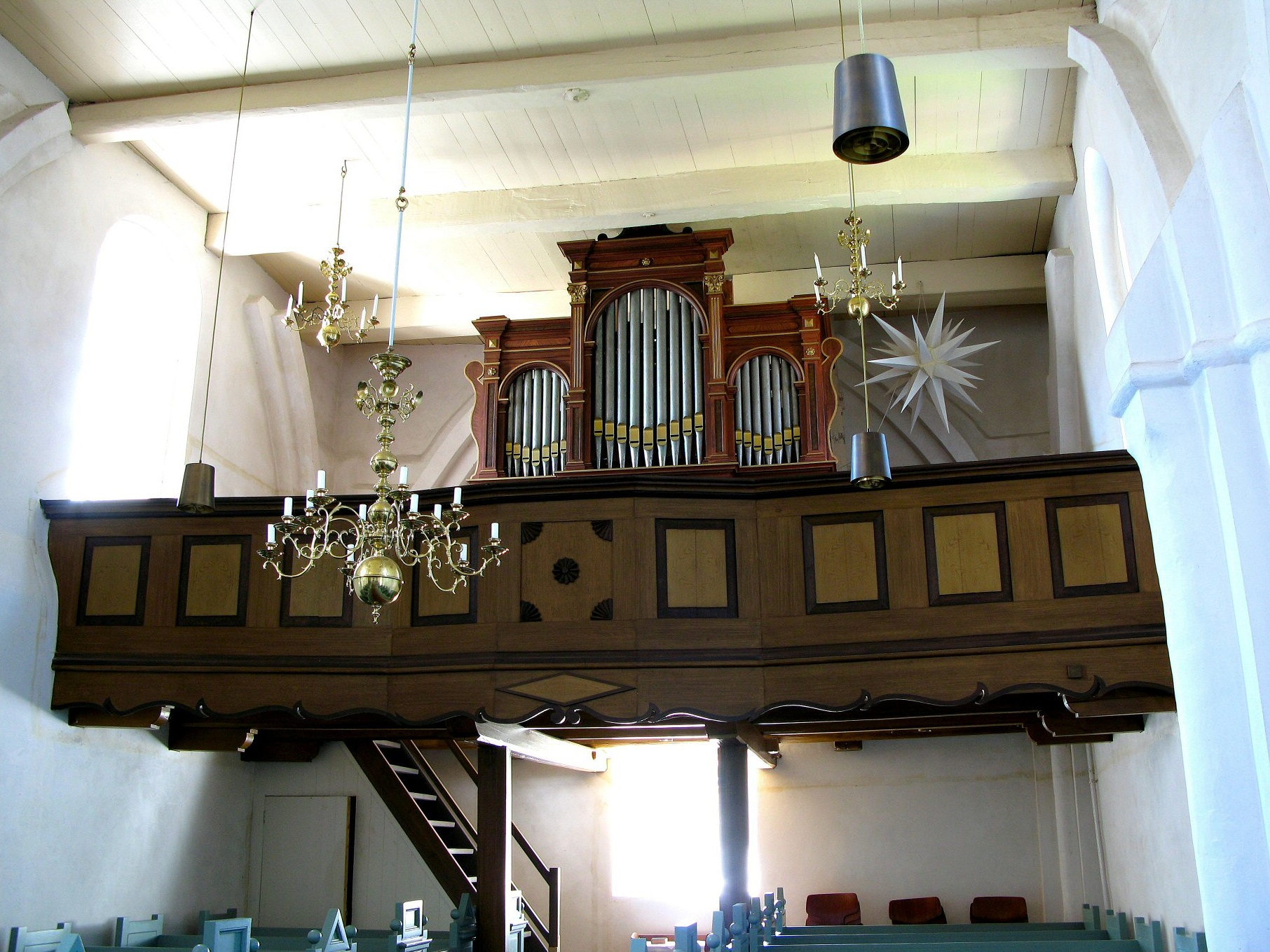
Orgel van de kerk te Blersum (Johann Martin Schmid, 1890)

De oorspronkelijk romaanse dorpskerk is gebouwd tussen 1250 en 1270. De kerk staat op een warft, die op de grens ligt van de geestgronden en het natte polderland (Marschland) in het noorden van het Harlingerland. Het is een van de oudste kerken die bewaard is gebleven.
In de periode na 1970 is het dorp uitgebreid met enkele kleine woonwijken voor forensen met een werkkring in grotere plaatsen in de regio.
Door het dorp loopt een spoorlijntje (de onder Ostfriesische Küstenbahn nader beschreven Spoorlijn Emden - Jever), maar het heeft geen station.
- Virtual International Authority File: 249413533